# Shengzhou
Shengzhou is een stad op arrondissementniveau in de oostelijke provincie Zhejiang van China en behoort tot stadsprefectuur Shaoxing. De stad heeft meer dan 100.000 inwoners. Het gebied is de geboorteplaats van de Chinese Zhejiangnese Yue-opera. Veel bewoners van dit gebied spreken Wu (taal).